# Hugo de Ana
Hugo de Ana (Buenos Aires, ...) è un regista teatrale, scenografo e costumista argentino.

## Biografia
Ha studiato al Liceo Superiore di Arte del Teatro Colón di Buenos Aires e nella Escuela Superior de Bellas Artes de la Nación Ernesto de la Cárcova, dove si laureò nel 1972 come professore di arti visive, scenografo e costumista per il cinema e il teatro.
È stato professore di scenografia all'Universidad de La Plata (Argentina) e ha iniziato la sua carriera professionale partecipando a numerosi spettacoli teatrali e operístici nel Teatro Colón di Buenos Aires, dove ha occupato gli incarichi di direttore tecnico e di produzione.

## Opera
Specializzato nelle produzioni operistiche, ha diretto allestimenti lirici nei principali teatri d'opera in Italia, Spagna e Sudamérica, dirigendo anche altre produzioni teatrali in America del Nord, Europa e Cina.

## Premi
Ha ottenuto quattro Premi Konex, due come scenografo (1982 e 1992) e due come regista (1999 e 2019).